# Vráž, Písek
Vráž là một làng thuộc huyện Písek, vùng Jihočeský, Cộng hòa Séc.